# Saladin Said
Saladin Said (Asosa, 29 ottobre 1988) è un ex calciatore etiope, di ruolo attaccante.

## Carriera

### Club
Cresciuto nelle file del Muger Cement, nel 2007 è passato al St. George. Il 9 settembre 2011 è stato ufficializzato il suo trasferimento in Egitto, al Wadi Degla. Il 29 gennaio 2013 si è trasferito in prestito in Belgio, al Lierse. Al termine della stagione è rientrato al Wadi Degla. Il 23 aprile 2014 è stato annunciato il suo trasferimento all'Al-Ahly. Dopo una stagione nelle file dell'Al-Ahly, il 15 luglio 2015 è stato ufficializzato il suo trasferimento al MC Alger. Nel 2016, dopo aver rescisso il contratto con il MC Alger, è tornato al St. George. Il 3 febbraio 2021 il St. George lo ha sospeso per violazione delle regole del club. Nel maggio 2021 è stato reintegrato in rosa. Il 10 agosto 2021 è passato al Jimma Aba Jifar. L'anno successivo è passato al Sidama Coffee, club con cui ha concluso la propria carriera da calciatore nel 2023.

### Nazionale
Ha debuttato in Nazionale il 29 aprile 2007, in RD del Congo-Etiopia (2-0). Ha messo a segno il suo primo gol con la maglia della selezione etiope il 1º giugno 2007, in Etiopia-RD del Congo (1-0), realizzando l'unica rete dell'incontro al minuto 32 del primo tempo. Ha partecipato, con la selezione etiope, alla Coppa d'Africa 2013. È sceso in campo, inoltre, nelle qualificazioni ai Mondiali 2010 e 2014, nelle qualificazioni alla Coppa d'Africa 2008, 2013, 2015, 2017 e 2019. Ha totalizzato, con la selezione etiope, 28 presenze e 14 reti.

## Statistiche

### Cronologia presenze e reti in Nazionale
| Cronologia completa delle presenze e delle reti in nazionale ― Etiopia | Cronologia completa delle presenze e delle reti in nazionale ― Etiopia | Cronologia completa delle presenze e delle reti in nazionale ― Etiopia | Cronologia completa delle presenze e delle reti in nazionale ― Etiopia | Cronologia completa delle presenze e delle reti in nazionale ― Etiopia | Cronologia completa delle presenze e delle reti in nazionale ― Etiopia | Cronologia completa delle presenze e delle reti in nazionale ― Etiopia | Cronologia completa delle presenze e delle reti in nazionale ― Etiopia |
| Data                                                                   | Città                                                                  | In casa                                                                | Risultato                                                              | Ospiti                                                                 | Competizione                                                           | Reti                                                                   | Note                                                                   |
| ---------------------------------------------------------------------- | ---------------------------------------------------------------------- | ---------------------------------------------------------------------- | ---------------------------------------------------------------------- | ---------------------------------------------------------------------- | ---------------------------------------------------------------------- | ---------------------------------------------------------------------- | ---------------------------------------------------------------------- |
| 29-4-2007                                                              | Kinshasa                                                               | RD del Congo                                                           | 2 – 0                                                                  | Etiopia                                                                | Qual. Coppa d'Africa 2008                                              | -                                                                      |                                                                        |
| 1-6-2007                                                               | Addis Abeba                                                            | Etiopia                                                                | 1 – 0                                                                  | RD del Congo                                                           | Qual. Coppa d'Africa 2008                                              | 1                                                                      |                                                                        |
| 17-6-2007                                                              | Tripoli                                                                | Libia                                                                  | 3 – 1                                                                  | Etiopia                                                                | Qual. Coppa d'Africa 2008                                              | -                                                                      |                                                                        |
| 8-9-2007                                                               | Addis Abeba                                                            | Etiopia                                                                | 2 – 3                                                                  | Namibia                                                                | Qual. Coppa d'Africa 2008                                              | 1                                                                      |                                                                        |
| 31-5-2008                                                              | Casablanca                                                             | Marocco                                                                | 3 – 0                                                                  | Etiopia                                                                | Qual. Mondiali 2010                                                    | -                                                                      |                                                                        |
| 8-6-2008                                                               | Addis Abeba                                                            | Etiopia                                                                | 1 – 2                                                                  | Ruanda                                                                 | Qual. Mondiali 2010                                                    | -                                                                      |                                                                        |
| 13-6-2008                                                              | Nouakchott                                                             | Mauritania                                                             | 0 – 1                                                                  | Etiopia                                                                | Qual. Mondiali 2010                                                    | 1                                                                      |                                                                        |
| 22-6-2008                                                              | Addis Abeba                                                            | Etiopia                                                                | 6 – 1                                                                  | Mauritania                                                             | Qual. Mondiali 2010                                                    | -                                                                      |                                                                        |
| 5-6-2011                                                               | Addis Abeba                                                            | Etiopia                                                                | 2 – 2                                                                  | Nigeria                                                                | Qual. Coppa d'Africa 2013                                              | 2                                                                      |                                                                        |
| 3-6-2012                                                               | Phokeng                                                                | Sudafrica                                                              | 1 – 1                                                                  | Etiopia                                                                | Qual. Mondiali 2014                                                    | 1                                                                      |                                                                        |
| 10-6-2012                                                              | Addis Abeba                                                            | Etiopia                                                                | 2 – 0                                                                  | Rep. Centrafricana                                                     | Qual. Mondiali 2014                                                    | 2                                                                      |                                                                        |
| 14-10-2012                                                             | Addis Abeba                                                            | Etiopia                                                                | 2 – 0                                                                  | Sudan                                                                  | Qual. Coppa d'Africa 2013                                              | 1                                                                      | 89’                                                                    |
| 7-1-2013                                                               | Al Wakrah                                                              | Tunisia                                                                | 1 – 1                                                                  | Etiopia                                                                | Amichevole                                                             | 1                                                                      |                                                                        |
| 11-1-2013                                                              | Addis Abeba                                                            | Etiopia                                                                | 2 – 1                                                                  | Tanzania                                                               | Amichevole                                                             | -                                                                      | 46’                                                                    |
| 21-1-2013                                                              | Nelspruit                                                              | Zambia                                                                 | 2 – 2                                                                  | Etiopia                                                                | Coppa d'Africa 2013 - Gironi                                           | -                                                                      |                                                                        |
| 25-1-2013                                                              | Nelspruit                                                              | Burkina Faso                                                           | 4 – 0                                                                  | Etiopia                                                                | Coppa d'Africa 2013 - Gironi                                           | -                                                                      |                                                                        |
| 29-1-2013                                                              | Rustenburg                                                             | Etiopia                                                                | 0 – 2                                                                  | Nigeria                                                                | Coppa d'Africa 2013 - Gironi                                           | -                                                                      |                                                                        |
| 24-3-2013                                                              | Addis Abeba                                                            | Etiopia                                                                | 1 – 0                                                                  | Botswana                                                               | Qual. Mondiali 2014                                                    | -                                                                      |                                                                        |
| 8-6-2013                                                               | Lobatse                                                                | Botswana                                                               | 3 – 0                                                                  | Etiopia                                                                | Qual. Mondiali 2014                                                    | -                                                                      | 79’                                                                    |
| 6-9-2013                                                               | Lobatse                                                                | Rep. Centrafricana                                                     | 1 – 2                                                                  | Etiopia                                                                | Qual. Mondiali 2014                                                    | 1                                                                      |                                                                        |
| 13-10-2013                                                             | Addis Abeba                                                            | Etiopia                                                                | 1 – 2                                                                  | Nigeria                                                                | Qual. Mondiali 2014                                                    | -                                                                      |                                                                        |
| 16-11-2013                                                             | Calabar                                                                | Nigeria                                                                | 2 – 0                                                                  | Etiopia                                                                | Qual. Mondiali 2014                                                    | -                                                                      | 69’                                                                    |
| 6-9-2014                                                               | Addis Abeba                                                            | Etiopia                                                                | 1 – 2                                                                  | Algeria                                                                | Qual. Coppa d'Africa 2015                                              | 1                                                                      |                                                                        |
| 10-9-2014                                                              | Blantyre                                                               | Malawi                                                                 | 3 – 2                                                                  | Etiopia                                                                | Qual. Coppa d'Africa 2015                                              | -                                                                      |                                                                        |
| 14-6-2015                                                              | Bahir Dar                                                              | Etiopia                                                                | 2 – 1                                                                  | Lesotho                                                                | Qual. Coppa d'Africa 2017                                              | 1                                                                      |                                                                        |
| 5-9-2015                                                               | Victoria                                                               | Seychelles                                                             | 1 – 1                                                                  | Etiopia                                                                | Qual. Coppa d'Africa 2017                                              | -                                                                      |                                                                        |
| 3-9-2016                                                               | Awassa                                                                 | Etiopia                                                                | 2 – 1                                                                  | Seychelles                                                             | Qual. Coppa d'Africa 2017                                              | 1                                                                      |                                                                        |
| 11-6-2017                                                              | Kumasi                                                                 | Ghana                                                                  | 5 – 0                                                                  | Etiopia                                                                | Qual. Coppa d'Africa 2019                                              | -                                                                      | 46’                                                                    |
| Totale                                                                 |                                                                        | Presenze                                                               | 28                                                                     |                                                                        | Reti                                                                   | 14                                                                     |                                                                        |

## Palmarès

### Club

#### Competizioni nazionali
- Campionato etiope di calcio: 4

Saint-George: 2007-2008, 2008-2009, 2009-2010, 2016-2017
- Coppa d'Etiopia: 1

Saint-George: 2011
- Supercoppa d'Egitto: 1

Al-Ahly: 2014

#### Competizioni internazionali
- Coppa della Confederazione CAF: 1

Al-Ahly: 2014
- Supercoppa CAF: 1

Al-Ahly: 2014